# Ski jöring aux Jeux olympiques de 1928
Le ski jöring aux Jeux olympiques d'hiver de 1928 s'est déroulé à Saint-Moritz, en Suisse, le 12 février 1928. L'épreuve se déroule sur le Lac de Saint-Moritz. C'est un sport de démonstration. Des skieurs tirés par des chevaux attelés font une course sur la neige. Les huit participants sont tous suisses.

## Résultat
| Place | Pays     | Athlète            |
| ----- | -------- | ------------------ |
| 1     | Suisse   | Rudolf Wettstein   |
| 2     | Suisse   | Bibi Torriani      |
| 3     | Suisse   | Henryk Mückenbrunn |
| AC    | Suisse   | Peter Conrad       |
| AC    | Inconnue | Nomen nescio       |
| AC    | Suisse   | Joseph Brander     |
| AC    | Suisse   | Federico Mordasini |
| AC    | Suisse   | Fritz Kuhn         |